# 2015年圣贝纳迪诺枪击案
34°04′34″N 117°16′40″W / 34.076149°N 117.277677°W
2015年聖貝納迪諾槍擊案，又稱2015年加州愛伊槍擊案 、2015年南加州槍擊案。2015年12月2日，美国加利福尼亚州內陸帝國（俗稱愛伊）圣贝纳迪诺的内陆区域中心（Inland Regional Center）发生了一起枪击案，造成14人死亡、21人受伤。數小時後在案發地點附近兩名槍手與警方駁火，槍戰中該兩人被擊斃，兩名警員受傷。
在上午十一点有911急救电话报警。初時警方消息称，大约有三名嫌疑犯，穿着类似军用的防弹衣。一男一女共两人在与警方的交火中丧生，另外一人被擒获。後來警方表示第三名疑犯與本案無關，只是涉及不相干的輕微罪行。

## 背景
圣贝纳迪诺消防局通过Twitter发布消息，警方正在处理沃特曼大道（Waterman Avenue）1300号的案发现场。沃特曼大道和帕克环路（Park Circle Drive）被警方封闭，并督促司机远离此区域。

## 位置
早期报道称内陆区域中心是枪击案的案发地点，它是一个帮助发育残疾人士的非盈利机构，位于南沃特曼大街1365号。

## 案發經過
槍手賽義德·法魯克（Syed Farook）和塔什芬·馬利克（Tashfeen Malik）在12月2日早上聲稱出門看醫生，把6個月大女兒交托法魯克的母親照顧後離開。法魯克工作的環境衛生局當日在案發地點舉行聚會，法魯克也有出席。法魯克半途離開，後來帶同妻子馬利克返回，二人身穿黑色戰鬥服和戴上滑雪面罩，在上午10:59用非法改造的半自動手槍和半自動步槍向人們開槍。整個開槍過程不長於4分鐘。
二人在警察抵達前離開現場。目擊者說他們憑槍手的聲線和體型認出其中一人是法魯克。

## 警方行动
警察和特種部隊包围了案发的建筑，并撤离了其中的人员。执法部门得悉法魯克是疑兇後，追寻他在案發前租用的一辆黑色SUV。下午大約3時，警方終於截停該輛黑色SUV，法魯克和馬利克在車上向警員開槍，警員還擊，槍戰歷時約1分鐘，二人最終被擊斃。

## 受害者
受害者被送到邻近的罗马琳达大学医学中心和箭头区域医疗中心。

## 行兇者
被警方擊斃的兩人分別是28歲男子賽義德·法魯克和其27歲妻子塔什芬·馬利克。賽義德·法魯克是穆斯林，出生於芝加哥，是巴基斯坦移民的第二代，在聖貝納迪諾當地環境衛生局擔任巡視員。馬利克是巴基斯坦人，曾在沙特阿拉伯居住，她通過與法魯克結婚而取得K-1未婚配偶簽證入境美國。
二人在行兇前曾多次到靶场练习射击。
警方事後在二人的車和家中搜出數千發子彈和一些爆炸裝置及製造工具。馬利克被發現曾經在臉書以非真名向伊斯蘭國首領巴格達迪宣誓效忠。並在私下與妻子的私人網路討論中涉及殉道與聖戰思想。
法魯克的鄰居在案發前已察覺他倆有可疑行為，例如近期突然有許多速遞包裹送抵，以及深夜在車房進行不明工作，不過鄰居擔心被指責為種族歧視而不敢向當局舉報。

## 反應
伊斯蘭國的支持者在網上慶祝本次槍擊案。
這次恐怖襲擊發生後，共和黨總統參選人唐納德·川普提出應全面禁止穆斯林入境美國的建議。